# García Fernández Kastiljski
García Fernández (Burgos, oko 938. – Córdoba, 995.), poznat kao Onaj od Bijelih Ruku (špa. el de las Manos Blancas), bio je grof Kastilije i Álave.
García je bio sin i nasljednik grofa Fernána Gonzáleza i kraljice Sanče Sánchez Pamplonske. 
García se, oko 960. godine, oženio Avom od Ribagorze. 

## Garcíjina djeca
- Mayor García
- Sančo García
- Uraka García
- Gonzalo García
- Elvira García[1]
- Toda García
- Oneka García.